# Ventrículo cuarto del cerebro
El ventrículo cuarto del cerebro o cuarto ventrículo es una cavidad de forma triangular, situada en el romboencéfalo, entre el Bulbo raquídeo, la protuberancia y el mesencéfalo por delante y el cerebelo por detrás.
Se continúa con el conducto central de la médula espinal por abajo, con el acueducto de Silvio por arriba, y por sus aberturas lateral y media (agujeros de Luchska y Magendie) con el espacio subaracnoideo.
El fluido circula por todo el circuito de las fascias, se puede decir que en un punto, el sistema ventricular está conectado anatómicamente hasta llegar a la médula espinal, la presión capilar hidrostática esta ligada al proceso circular del líquido cefalorraquídeo.